# Vlag van Navarra

Vlag van Navarra

De vlag van Navarra toont het wapen van Navarra op een rode veld. De vlag werd officieel aangenomen op 10 augustus 1982, maar werd al in 1910 voor het eerst gebruikt. Tijdens het bewind van Francisco Franco was het gebruik van de vlag niet toegestaan.
Het wapen in het midden van de vlag toont een schild onder de kroon van het oude Koninkrijk Navarra. Op het schild staan gouden kettingen op een rode achtergrond, met een groen juweel in het midden.
Het Koninkrijk Navarra gebruikte een gele vlag met daarop een zwarte adelaar (Arrano beltza). Het was in eerste instantie het persoonlijke symbool van koning Sancho III (985-1035). Overigens zijn er geen specifieke ontwerpen van bekend; moderne afbeeldingen van de vlag van het Koninkrijk Navarra zijn deels gissingen. Tegenwoordig wordt de zwarte adelaar op een gele achtergrond veel gebruikt door Baskische nationalisten.

Koninkrijk Navarra (-1212)
Koninkrijk Navarra (1212-)
Koninkrijk Navarra (1212-)
Vlag van Navarra tijdens de Tweede Spaanse Republiek (1931-1937)
Vlag van Navarra tijdens het tijdperk van Francisco Franco en de overgangsperiode naar democratie (1937–1981)